# 中石昭夫
中石 昭夫（なかいし あきお、1962年10月15日 - ）は、日本の実業家。元東邦テナックス代表取締役社長。

## 人物・経歴
宮崎県出身。1987年名古屋大学大学院理学研究科修士課程修了、帝人入社。2006年帝人テクノプロダクツ高機能繊維開発推進室長。2010年帝人アラミド繊維事業グループCTO、繊維学会理事。2011年繊維学会理事。2012年東邦テナックス技術開発グループ長兼技術生産部門長補佐。2014年東邦テナックス取締役兼帝人炭素繊維・複合材料事業本部長付。2015年東邦テナックス取締役技術生産部門長兼帝人炭素繊維・複合材料事業本部長付兼技術本部長付。2016年東邦テナックス代表取締役社長兼帝人グループ執行役員帝人炭素繊維・複合材料事業本部長。2017年から帝人複合成形材料事業本部長を務め、中華人民共和国で自動車用複合材工場の増設を進めるなどした。2020年帝人グループ参与。同年帝人常勤監査役、インフォコム監査役、帝人ファーマ監査役。鉱物が趣味。